# Langton Matravers
Langton Matravers – wieś w Anglii, w hrabstwie Dorset, w dystrykcie (unitary authority) Dorset. Leży 32 km na wschód od miasta Dorchester i 165 km na południowy zachód od Londynu.